# Olimpíada Argentina de Física
La Olimpíada Argentina de Física es organizada anualmente por la FAMAF, la Facultad de Astronomía, Matemática y Física, de la Universidad de Córdoba. Participan en ella alumnos de toda la Argentina, seleccionados sobre la base de la Prueba Local. La Olimpíada consta de una prueba experimental que otorga 20 puntos y de 3 problemas teóricos, de 10 puntos cada uno.